# دانیل سنگوالد
دانیل سنگوالد (انگلیسی: Daniel Sengewald؛ زادهٔ ۱۶ دسامبر ۱۹۷۵) بازیکن فوتبال اهل آلمان است.
از باشگاه‌هایی که در آن بازی کرده‌است می‌توان به باشگاه فوتبال زاکسن لایپزیگ، باشگاه فوتبال پارتیزانی تیرانا، باشگاه فوتبال کارل زایس ینا، باشگاه فوتبال مونیخ ۱۸۶۰، باشگاه فوتبال مادرول، باشگاه فوتبال اس‌وی زاندهاوزن، و باشگاه فوتبال رویال آنتورپ اشاره کرد.